# Medibank International 2007
Il Medibank International 2007 è stato un torneo di tennis giocato sul cemento.
È stata la 115ª edizione del Medibank International (o Medibank International Sydney), che fa parte della categoria International Series nell'ambito dell'ATP Tour 2007 della categoria Tier II nell'ambito del WTA Tour 2007.
Sia il torneo maschile che quello femminile si sono giocati al NSW Tennis Centre di Sydney di Australia,
dall'8 al 14 gennaio 2007.

## Campioni

### Singolare maschile
James Blake ha battuto in finale  Carlos Moyá con il punteggio di 6–3, 5–7, 6–1.

### Singolare femminile
Kim Clijsters ha battuto in finale  Jelena Janković con il punteggio di 4–6, 7–6(1), 6–4.

### Doppio maschile
Paul Hanley /  Kevin Ullyett hanno battuto in finale  Mark Knowles /  Daniel Nestor con il punteggio di 6–4, 6(3)–7, [10–6].

### Doppio femminile
Anna-Lena Grönefeld /  Meghann Shaughnessy hanno battuto in finale  Marion Bartoli /  Meilen Tu con il punteggio di 6–3, 3–6, 7–6.